# Groene bladsnuitkever
De groene bladsnuitkever (Phyllobius pomaceus) is een keversoort uit de familie snuitkevers (Curculionidae).

## Beschrijving
De groene bladsnuitkever is een slanke, langwerpige snuitkever van zeven tot negen millimeter lang. Het exoskelet is bedekt met glanzende ovale schubben. Deze zijn meestal goudgroen, maar de kleur kan variëren van blauw tot groen of koperrood. Deze schubben kunnen makkelijk worden verwijderd, waardoor beschadigde exemplaren bijna zwart kunnen lijken. Het voorste dijbeen heeft een opvallende tand. De larve is tot acht millimeter lang, heeft een crèmewit lichaam en een donkere kop.
De groene bladsnuitkever kan verward worden met de grote bladsnuitkever (Phyllobius glaucus). De schubben van deze verwante kever zijn echter spits en langwerpig en de poten zijn geheel of gedeeltelijk helder geel of roodachtig geel.

## Verspreiding en leefwijze
De groene bladsnuitkever is inheems in Europa en komt er wijdverbreid voor in een verscheidenheid aan habitats, zoals parken, tuinen, braakliggende terreinen, bossen en rivieroevers. Volwassen kevers zijn van april tot eind juni actief. Ze zijn te vinden op grote brandnetel (Urtica dioica) en moerasspirea (Filipendula ulmaria), waar ze zich voeden met de bladeren en stengels. De larven leven in de bodem, waar ze zich voeden met wortels.